# Ferencvárosi Torna Club
El Ferencvárosi Torna Club és un club esportiu professional hongarès, amb seu al barri de Ferencváros de la ciutat de Budapest. Hom el coneix popularment com Ferencváros o Fradi. La secció més coneguda del club és la de futbol, coneguda com les Àguiles Verdes en referència als colors del club. Al llarg del temps ha rebut diversos noms:: Ferencváros TC (1899), Ferencváros FC(1926), Ferencváros TC (1944), EDOSZ Budapest (1950), Budapesti Kinizsi SE (1951), Ferencváros TC (1957).
El club va ser fundat el 1899, disputa els seus partits com a local al Groupama Arena i juga a l'NB1, la primera divisió hongaresa.
Considerat l'equip hongarès de més èxit, tant a nivell nacional com internacional, el club va guanyar la Copa de Fires 1964-1965 a nivell internacional, i a nivell estatal té més de 60 títols incloent 30 Lligues i 23 Copes d'Hongria. El Ferencváros havia participat en tots els campionats de primera divisió des de l'inici de la lliga de futbol d'Hongria el 1901 fins a la temporada 2006/07, en què va baixar a l'NB2 per problemes financers.
Alguns dels jugadors associats amb el nom d'aquest club són László Kubala, Flórián Albert o Tibor Nyilasi.

## Palmarès[1]
Tornejos nacionals
- Lliga hongaresa (36):  1903, 1905, 1907, 1909, 1910, 1911, 1912, 1913, 1926, 1927, 1928, 1932, 1934, 1938, 1940, 1941, 1949, 1963, 1964, 1967, 1968, 1976, 1981, 1992, 1995, 1996, 2001, 2004, 2016, 2019, 2020, 2021, 2022, 2023, 2024, 2025
- Copa d'Hongria (24):  1913, 1922, 1927, 1928, 1933, 1935, 1942, 1943, 1944, 1958, 1972, 1974, 1976, 1978, 1991, 1993, 1994, 1995, 2003, 2004, 2015, 2016, 2017, 2022
- Copa de la Lliga hongaresa (2): 
  - 2012-13, 2014-15[2]

Tornejos internacionals
- Copa de Fires (1): 1965
- Copa Mitropa (2): 1928, 1937
- Copa Challenge (1): 1909
- Subcampió de la Copa de Fires (1): 1968
- Subcampió de la Recopa d'Europa (1): 1975